# Barracão (Paraná)
Barracão ist ein brasilianisches Munizip im Südwesten des Bundesstaats Paraná im Dreiländereck mit Santa Catarina und Argentinien. Es hat 9.759 Einwohner (2022), die sich Barraconenser nennen. Seine Fläche beträgt 171 km². Es liegt 820 Meter über dem Meeresspiegel.

## Etymologie
Barracão (deutsch: Kaufladen oder Schuppen) war der Name eines im Dorf errichteten Gasthauses, das als Rastplatz für Tropeiros (mit Maultierkarawanen reisende Fernhändler) diente.

## Geschichte

### Besiedlung
Am 4. Juli 1903 gründete General Dionísio Evangelista de Castro Cerqueira, damals Leiter der Grenzkommission zwischen Brasilien und Argentinien, eine Siedlung an den Oberläufen der Flüsse Capanema und Peperi-Guaçu an der Grenze zur benachbarten Republik Argentinien.
Der erste Einwohner der Stadt, die den Namen Barracão erhielt, war Misael Siqueira Bello, der als Pionier die Entwicklung der Stadt stark vorantrieb. Außerdem war Misael mehrere Jahre lang Post- und Telegrafenbeamter und wurde später auch der erste Bürgermeister der Stadt.
Aufgrund der üppigen und fruchtbaren Böden und der großen Holzvorkommen ließen sich Siedler aus Rio Grande do Sul und Santa Catarina in Barracão nieder. Sie widmeten sich der Gewinnung von Holz und Herva Mate sowie dem Anbau von Getreide, Tabak und Zuckerrohr.
Im Jahr 1914 wurde ein Gerichtsbezirk mit dem Namen Dionísio Cerqueira eingerichtet, der seinen Sitz in dem Ort Barracão im Munizip Clevelândia hatte. 
Zu dieser Zeit gab es einen Grenzstreit zwischen den Staaten Paraná und Santa Catarina. Das umstrittene Gebiet, portugiesisch Contestado, wurde 1916 mit der Unterzeichnung eines Abkommens zwischen den beiden Staaten Santa Catarina zugeschlagen. Aufgrund dieser Vereinbarung wurde Barracão in zwei Teile geteilt, wobei ein Teil zu Paraná und ein Teil zu Santa Catarina gehörte, die nur durch eine künstliche Trennlinie getrennt waren. Der in Paraná verbliebene Teil trug den Namen Barracão und der Santa Catarina zugeschlagene Teil erhielt zu Ehren seines Gründers den Namen Dionísio Cerqueira. Die auf der argentinischen Seite, nur durch den Peperi-Guaçu getrennt, gegründete Stadt erhielt den Namen Bernardo de Irigoyen.

### Erhebung zum Munizip
Barracão wurde durch das Staatsgesetz Nr. 790 vom 14. November 1951 aus Clevelândia ausgegliedert und in den Rang eines Munizips erhoben. Es wurde am 14. Dezember 1952 als Munizip installiert.

## Geografie

### Fläche und Lage
Es liegt auf dem Terceiro Planalto Paranaense (der Dritten oder Guarapuava-Hochebene von Paraná). Seine Fläche beträgt 171 km². Es liegt auf einer Höhe von 820 Metern.

### Vegetation
Das Biom von Barracão ist Mata Atlântica.

### Klima
Das Klima ist gemäßigt warm. Es werden hohe Niederschlagsmengen verzeichnet (2233 mm pro Jahr). Im Jahresdurchschnitt liegt die Temperatur bei 18,8 °C. Die Klimaklassifikation nach Köppen und Geiger lautet Cfa.

### Gewässer
Barracão liegt im Einzugsgebiet des Iguaçu. Im Osten wird das Munizip vom Rio São Bento begrenzt. Weitere Flüsse innerhalb des Munizips sind der Rio das Águas und der Rio Pinhalito, die nach Norden zum Iguaçu fließen. Im Westen und Süden reicht das Munizip bis zur Wasserscheide zwischen Iguaçu und Rio Uruguay, die die Grenze Paranás zu Santa Catarina bildet. Der Rio Peperi-Guaçu, der entlang der Westgrenze Santa Catarinas zum Rio Uruguay fließt, entspringt knapp jenseits der Grenze in Bernardo de Irigoyen.

### Straßen
Barracão liegt an der BR-163. Diese führt im Norden über Cascavel und Toledo nach Guaíra, im Süden durch den Westen Santa Catarinas nach Rio Grande do Sul. Die BR-280 führt von der argentinischen Grenze bei Barracão / Dionísio Cerqueira (SC) nach Pato Branco.

### Nachbarmunizipien
|                                 | Bom Jesus do Sul                            |                      |
| Bernardo de Irigoyen (Misiones) | Kompassrose, die auf Nachbargemeinden zeigt | Flor da Serra do Sul |
|                                 | Dionísio Cerqueira (SC)                     |                      |

## Stadtverwaltung
Bürgermeister: Jorge Luiz Santin, PSD (2021–2024)
Vizebürgermeister: Hercilio Vieira de Andrade Neto, DEM (2021–2024)

## Demografie

### Bevölkerungsentwicklung
| Jahr | Einwohner | Stadt | Land |
| ---- | --------- | ----- | ---- |
| 1960 | 14.954    | 10 %  | 90 % |
| 1970 | 16.205    | 13 %  | 87 % |
| 1980 | 18.143    | 15 %  | 85 % |
| 1991 | 14.692    | 31 %  | 69 % |
| 2000 | 9.271     | 63 %  | 37 % |
| 2010 | 9.735     | 72 %  | 28 % |
| 2022 | 9.759     |       |      |

Quelle: IBGE, bis 2010: Volkszählungen und Volkszählung 2022

### Ethnische Zusammensetzung
| Gruppe * | 1991    | 2000    | 2010    | wer sich als …                                                                   |
| --- | ------- | ------- | ------- | -------------------------------------------------------------------------------- |
| Weiße | 74,5 %  | 82,0 %  | 62,7 %  | weiß bezeichnet                                                                  |
| Schwarze | 1,4 %   | 1,9 %   | 2,2 %   | schwarz bezeichnet                                                               |
| Gelbe | 0,0 %   | 0,1 %   | 0,4 %   | von fernöstlicher Herkunft wie japanisch, chinesisch, koreanisch etc. bezeichnet |
| Braune | 24,1 %  | 15,0 %  | 34,5 %  | braun oder als Mischung aus mehreren Gruppen bezeichnet                          |
| Indigene | 0,0 %   | 0,1 %   | 0,1 %   | Ureinwohner oder Indio bezeichnet                                                |
| ohne Angabe | 0,0 %   | 0,9 %   | 0,0 %   |                                                                                  |
| Gesamt | 100,0 % | 100,0 % | 100,0 % |                                                                                  |
| *) Das IBGE verwendet für Volkszählungen ausschließlich diese fünf Gruppen. Es verzichtet bewusst auf Erläuterungen. Die Zugehörigkeit wird vom Einwohner selbst festgelegt. |         |         |         |                                                                                  |

Quelle: IBGE (Stand: 1991, 2000 und 2010)

## Wirtschaft

### Kennzahlen
Mit einem Bruttoinlandsprodukt pro Einwohner von 25.651,92 R$ bzw. rund 5.700 € lag Barracão 2019 auf dem 253. Platz der 399 Munizipien Paranás.
Sein hoher Index der menschlichen Entwicklung von 0,706 (2010) setzte es auf den 199. Platz der paranaischen Munizipien.